# Élections législatives de 1827 dans l'Aisne
Les élections législatives françaises de 1827 se déroulent les 17 et 25 novembre 1827. Dans le département de l'Aisne, six députés sont à élire dans le cadre d'un scrutin uninominal majoritaire.

## Mode de scrutin
Le département dispose de six représentants pour la Chambre des députés des départements, d'après la loi du double vote du 29 juin 1820, dont deux sont élus par un collège départemental et quatre sont choisis par les collèges des arrondissements électoraux définis par la loi du 16 mai 1821.
Étant basé sur un suffrage censitaire, un collège électoral se réunit pour élire le député de l'arrondissement. Selon la Charte constitutionnelle du 4 juin 1814, un cens de 300 francs est nécessaire pour être électeur et un cens de 1 000 francs est obligatoire pour être éligible. Ces dispositions ont été confirmées par la loi Lainé du 5 février 1817.

## Élus

### Élus par le collège départemental
| Scipion de Nicolaï*                             |  | Constitutionnels | Xavier de Sade     |  | Constitutionnels |
| Jean Charles Louis Le Carlier de Colligis*      |  | Ultra-royalistes | Thomas de Maussion |  | Ultra-royalistes |
| * député sortant ne se représentant pas en 1827 |  |                  |                    |  |                  |

### Élus par les collèges d'arrondissement
|   | Arrondissement | Député sortant                       |  | Parti            | Député élu ou réélu                  |  | Parti            |
| - | -------------- | ------------------------------------ |  | ---------------- | ------------------------------------ |  | ---------------- |
| = | Premier        | Augustin Marie d'Aboville            |  | Ultra-royalistes | Charles Henri Le Carlier d'Ardon     |  | Constitutionnels |
| = | Second         | Guillaume-Xavier Labbey de Pompières |  | Constitutionnels | Guillaume-Xavier Labbey de Pompières |  | Constitutionnels |
| = | Troisième      | Horace Sébastiani                    |  | Constitutionnels | Horace Sébastiani                    |  | Constitutionnels |
| = | Quatrième      | Alexandre Méchin                     |  | Constitutionnels | Alexandre Méchin                     |  | Constitutionnels |

## Résultats

### Résultats globaux
| Parti          | Parti            | Petits collèges | Petits collèges | Grand collège | Grand collège | Sièges |
| Parti          | Parti            | Voix            | %               | Voix          | %             | Sièges |
| -------------- | ---------------- | --------------- | --------------- | ------------- | ------------- | ------ |
|                | Constitutionnels | 800             | 78,43           | 114           | 50,22         | 5      |
|                |                  |                 |                 |               |               |        |
|                | Ultra-royalistes | 220             | 21,57           | 113           | 49,78         | 1      |
|                |                  |                 |                 |               |               |        |
|                |                  |                 |                 |               |               |        |
| Exprimés       | Exprimés         | 1 020           | 95,60           | 227           | 91,16         |        |
| Blancs et nuls | Blancs et nuls   | 47              | 4,40            | 22            | 8,84          |        |
| Total          | Total            | 1 067           | 89,51           | 249           | 83,84         |        |
| Abstention     | Abstention       | 125             | 10,49           | 48            | 16,16         |        |
| Inscrits       | Inscrits         | 1 192           | 100,00          | 297           | 100,00        |        |

### Résultats détaillés

#### Grand collège
- Députés sortants : Scipion de Nicolaï (Constitutionnels) et Jean Charles Louis Le Carlier de Colligis (Ultra-royalistes)
- Député élus : Xavier de Sade (Constitutionnels) et Thomas de Maussion (Ultra-royalistes)

| Candidat       | Candidat                       | Parti            | Premier tour | Premier tour | Second tour | Second tour |
| Candidat       | Candidat                       | Parti            | Voix         | %            | Voix        | %           |
| -------------- | ------------------------------ | ---------------- | ------------ | ------------ | ----------- | ----------- |
|                | Xavier de Sade                 | Constitutionnels | 121          | 48,59        | 138         | 56,33       |
|                | Thomas de Maussion             | Ultra-royalistes | 113          | 45,38        | 127         | 51,84       |
|                | Henri Huchet de la Bédoyère    | Ultra-royalistes | 113          | 45,38        |             |             |
|                | Charles-François de Ladoucette | Constitutionnels | 107          | 42,97        |             |             |
|                |                                |                  |              |              |             |             |
| Exprimés       | Exprimés                       | Exprimés         | 249          | 100,00       | 245         | 100,00      |
| Blancs et nuls | Blancs et nuls                 | Blancs et nuls   | 0            | 0,00         | 0           | 0,00        |
| Total          | Total                          | Total            | 249          | 83,84        | 245         | 82,49       |
| Abstention     | Abstention                     | Abstention       | 48           | 16,16        | 52          | 17,51       |
| Inscrits       | Inscrits                       | Inscrits         | 297          | 100,00       | 297         | 100,00      |

#### Premier arrondissement
- Député sortant : Augustin Marie d'Aboville (Ultra-royalistes).
- Député élu : Charles Henri Le Carlier d'Ardon (Constitutionnels).

| Candidat         | Candidat                         | Parti            | Premier tour | Premier tour |
| Candidat         | Candidat                         | Parti            | Voix         | %            |
| ---------------- | -------------------------------- | ---------------- | ------------ | ------------ |
|                  | Charles Henri Le Carlier d'Ardon | Constitutionnels | 157          | 59,25        |
|                  | Augustin Marie d'Aboville*       | Ultra-royalistes | 108          | 40,75        |
|                  |                                  |                  |              |              |
| Exprimés         | Exprimés                         | Exprimés         | 265          | 96,01        |
| Blancs et nuls   | Blancs et nuls                   | Blancs et nuls   | 11           | 3,99         |
| Total            | Total                            | Total            | 276          | 92,93        |
| Abstention       | Abstention                       | Abstention       | 21           | 7,07         |
| Inscrits         | Inscrits                         | Inscrits         | 297          | 100,00       |
| * député sortant |                                  |                  |              |              |

#### Deuxième arrondissement
- Député sortant : Guillaume-Xavier Labbey de Pompières (Constitutionnels), réélu.

| Candidat         | Candidat                              | Parti            | Premier tour | Premier tour |
| Candidat         | Candidat                              | Parti            | Voix         | %            |
| ---------------- | ------------------------------------- | ---------------- | ------------ | ------------ |
|                  | Guillaume-Xavier Labbey de Pompières* | Constitutionnels | 238          | 87,18        |
|                  | M. Aubriet                            | Ultra-royalistes | 35           | 12,82        |
|                  |                                       |                  |              |              |
| Exprimés         | Exprimés                              | Exprimés         | 273          | 91,61        |
| Blancs et nuls   | Blancs et nuls                        | Blancs et nuls   | 25           | 8,39         |
| Total            | Total                                 | Total            | 298          | 89,22        |
| Abstention       | Abstention                            | Abstention       | 36           | 10,78        |
| Inscrits         | Inscrits                              | Inscrits         | 334          | 100,00       |
| * député sortant |                                       |                  |              |              |

#### Troisième arrondissement
- Député sortant : Horace Sébastiani (Constitutionnels), réélu.

| Candidat         | Candidat              | Parti            | Premier tour | Premier tour |
| Candidat         | Candidat              | Parti            | Voix         | %            |
| ---------------- | --------------------- | ---------------- | ------------ | ------------ |
|                  | Horace Sébastiani*    | Constitutionnels | 137          | 69,90        |
|                  | Auguste de Caffarelli | Ultra-royalistes | 59           | 30,10        |
|                  |                       |                  |              |              |
| Exprimés         | Exprimés              | Exprimés         | 196          | 98,99        |
| Blancs et nuls   | Blancs et nuls        | Blancs et nuls   | 2            | 1,01         |
| Total            | Total                 | Total            | 198          | 90,83        |
| Abstention       | Abstention            | Abstention       | 20           | 9,17         |
| Inscrits         | Inscrits              | Inscrits         | 218          | 100,00       |
| * député sortant |                       |                  |              |              |

#### Quatrième arrondissement
- Député sortant : Alexandre Méchin (Constitutionnels), réélu.

| Candidat         | Candidat                    | Parti            | Premier tour | Premier tour |
| Candidat         | Candidat                    | Parti            | Voix         | %            |
| ---------------- | --------------------------- | ---------------- | ------------ | ------------ |
|                  | Alexandre Méchin*           | Constitutionnels | 195          | 68,18        |
|                  | M. Morel                    | Constitutionnels | 73           | 25,52        |
|                  | Henri Huchet de la Bédoyère | Ultra-royalistes | 18           | 6,29         |
|                  |                             |                  |              |              |
| Exprimés         | Exprimés                    | Exprimés         | 286          | 96,95        |
| Blancs et nuls   | Blancs et nuls              | Blancs et nuls   | 9            | 3,05         |
| Total            | Total                       | Total            | 295          | 86,01        |
| Abstention       | Abstention                  | Abstention       | 48           | 13,99        |
| Inscrits         | Inscrits                    | Inscrits         | 343          | 100,00       |
| * député sortant |                             |                  |              |              |

## Rappel des résultats départementaux des élections de 1824

### Élus en 1824
| Collège       | Élu   | Élu              | Élu                         | Élu                  | Élu                  | Battu (seconde place) | Battu (seconde place) | Battu (seconde place)                | Battu (seconde place) | Battu (seconde place) |
| Collège       | Parti | Parti            | Nom                         | % suffrages exprimés | % suffrages exprimés | Parti                 | Parti                 | Nom                                  | % suffrages exprimés  | % suffrages exprimés  |
| Collège       | Parti | Parti            | Nom                         | 1er tour             | 2e tour              | Parti                 | Parti                 | Nom                                  | 1er tour              | 2e tour               |
| ------------- | ----- | ---------------- | --------------------------- | -------------------- | -------------------- | --------------------- | --------------------- | ------------------------------------ | --------------------- | --------------------- |
| Premier       |       | Ultra-royalistes | Augustin Marie d'Aboville   | 54,26 %              | -                    |                       | Constitutionnels      | Charles Henri Le Carlier d'Ardon     | 45,74 %               | -                     |
| Second        |       | Constitutionnels | Maximilien Sébastien Foy    | 58,90 %              | -                    |                       | Ultra-royalistes      | Claude de Marolle                    | 41,10 %               | -                     |
| Troisième     |       | Constitutionnels | Maximilien Sébastien Foy    | 51,77 %              | -                    |                       | Ultra-royalistes      | Scipion de Nicolaï                   | 48,23 %               | -                     |
| Quatrième     |       | Constitutionnels | Alexandre Méchin            | 51,61 %              | -                    |                       | Ultra-royalistes      | Théodore de Nicolaï                  | 48,39 %               | -                     |
| Départemental |       | Ultra-royalistes | Jean Le Carlier de Colligis | 56,99 %              | -                    |                       | Constitutionnels      | Guillaume-Xavier Labbey de Pompières | 34,93 %               | -                     |
| Départemental |       | Constitutionnels | Scipion de Nicolaï          | 55,51 %              | -                    | Pas d'adversaire      | Pas d'adversaire      | Pas d'adversaire                     | Pas d'adversaire      | Pas d'adversaire      |

Dans le second arrondissement, une élection complémentaire est organisée en raison du choix du général Foy, élu dans  trois arrondissements, de représenter Vervins à la Chambre. Guillaume-Xavier Labbey de Pompières, monarchiste constitutionnel , est élu le 2 août 1824.
Dans le troisième arrondissement, une élection partielle est organisée au cours de la législature en raison du décès du général Foy. Le général Horace Sébastiani, monarchiste constitutionnel , est élu le 27 janvier 1826.